# شبح مرگ
شبح مرگ (انگلیسی: Phantom of Death) با نام اصلیِ یک جنایت غیرعادی (ایتالیایی: Un delitto poco comune) یک فیلم جالو به کارگردانی روجرو دئوداتو است که در سال ۱۹۸۸ منتشر شد.

## بازیگران
- مایکل یورک
- ادویژ فنش
- دونالد پلزنس
- ماپی گالان
- فابیو سارتور
- آنتونلا پونزیانی
- کاترینا بوراتو